# Pseudanto
Un pseudanto (también: seudanto) es una inflorescencia que se asemeja a una flor. La palabra se utiliza a veces para otras estructuras que no son ni una verdadera flor ni una verdadera inflorescencia. Ejemplos de pseudantos son las flores compuestas, las cabezuelas o los capítulos (son sinónimos exactos), que son tipos especiales de inflorescencias en las que se agrupan desde un pequeño racimo hasta cientos o a veces miles de flores para formar una única estructura parecida a una flor. Los pseudantos adoptan diversas formas. Las verdaderas flores (los flósculos) suelen ser pequeñas y a menudo muy reducidas. Sin embargo, el pseudanto a veces puede ser bastante grande (como en las cabezas de algunas variedades de girasol).

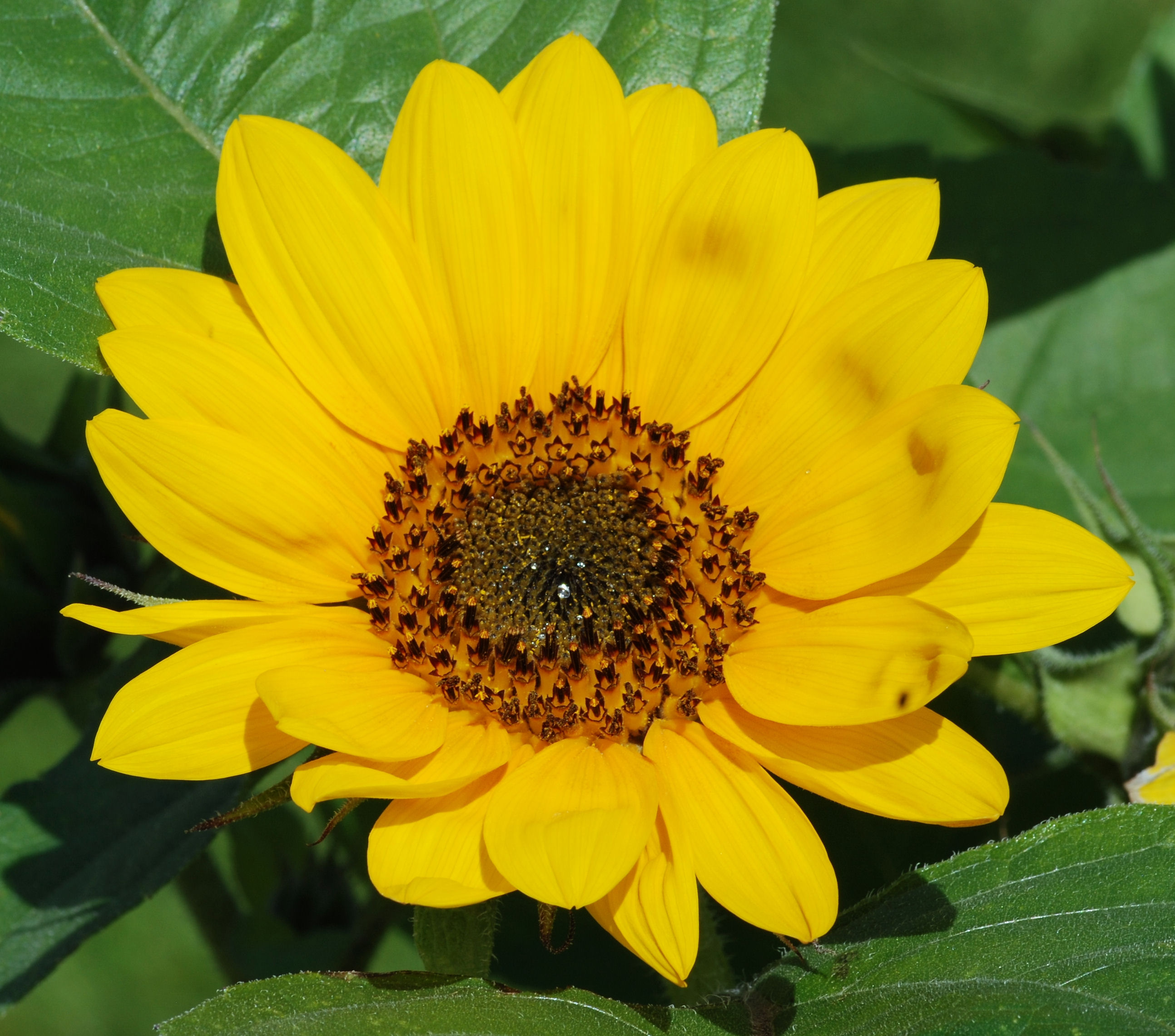

Los pseudantos son característicos de la familia de las margaritas y los girasoles (Asteraceae), cuyas flores se diferencian en flores discales, exclusivas de esta familia. Las flores del disco en el centro del pseudanto son actinomorfas, y la corola está fusionada en un tubo. Las flores de la periferia son zigomorfas y la corola tiene un lóbulo grande (los llamados «pétalos» de una margarita son, por ejemplo, flores individuales del radio). Algunas plantas pueden carecer de flores del radio o del disco: Senecio vulgaris carece de flores del radio y Taraxacum officinale carece de flores del disco. Las flores individuales de un pseudanto en la familia Asteraceae (o Compositae) se llaman comúnmente flósculos. El pseudanto tiene un verticilo de brácteas debajo de las flores, formando un involucro.
En todos los casos, un pseudanto es superficialmente indistinguible de una flor. Sin embargo, una inspección más detallada de su anatomía revelará que está compuesto por múltiples flores. Así, el pseudanto representa una convergencia evolutiva de la inflorescencia hacia una unidad reproductiva reducida que puede funcionar en la polinización como una sola flor, al menos en las plantas que son polinizadas por animales.
Los pseudantos pueden agruparse en tipos. El primer tipo tiene unidades de flores individuales que son reconocibles como flores individuales, aunque estén fusionadas. En el segundo tipo, las flores no aparecen como unidades individuales. Algunos órganos, como los estambres y los carpelos, no pueden asociarse a ninguna flor individual.